# Храм Казанской иконы Божией Матери (Константиново)
Казанская церковь в селе Константиново — памятник архитектуры конца XVIII — начала XIX веков. Расположена на правом высоком берегу реки Оки в центре села Константиново. Церковь примечательна тем, что в ней в 1895 году был крещён Сергей Александрович Есенин.

## Описание
Первое упоминание о деревянном храме в селе Константиново относится к 1619 году.
В 1779 году на средства князя Александра Михайловича Голицына, владельца села Константиново, по проекту архитектора Ивана Егоровича Старова был возвёден Казанский каменный храм с приделом мучениц Веры, Надежды, Любови и матери их Софии. В дальнейшем все константиновские землевладельцы следили за состоянием церкви.
В 1937 году храм официально закрыли, устроили в нём зерновой склад, на территории была размещена колхозная сельхозтехника.
В 70-е годы XX века здание передали музею как памятник архитектуры XVIII века. Храм долгое время служил выставочным залом.
В 1990 году Церковь Казанской Иконы Божьей Матери была возвращена Русской Православной Церкви. 27 сентября, в праздник Воздвижения Креста Господня в ней было совершено первое богослужение.
В 2005 году Настоятелем храма стал протоиерей Александр Куропаткин и началась реставрация храма.
5 июля 2008 года после реставрации, Митрополитом Рязанским и Касимовским Павлом было совершено освящение центрального престола храма.

## Галерея
| - Казанская церковь села Константиново. 1894-1899гг - Есенин с земляками в Константинове у церкви. 1909.jpg - Храм в 2011 году |